# Che'Nelle
Cheryline Lim (Kota Kinabalu, Sabah, Malasia; 10 de marzo de 1983), conocida profesionalmente como Che'Nelle es una cantante australiana de pop, dancehall y reggae con influencias rap. Actualmente tiene un contrato firmado con Virgin Records América y EMI Music. Es de origen malasio y tiene ascendencia china, coreana, india y neerlandesa.

## Primeros años
Che'Nelle nació en la ciudad de Kota Kinabalu, Sabah, Malasia, como Cheryline Lim Su padre es chino y su madre es india-holandesa. A la edad de 10 años, Cheryline se mudó con su familia a Perth, Australia Occidental. Desde entonces, sus amigos empezaron a llamarla Cheryl.
A los 13 años mostró signos de lírica y musical improvisado con proeza su propia letra, haciendo caso omiso de las canciones del salón de karaoke de su padre, donde había cantado desde su mudanza a Australia. A los 14 años, se unió a una banda que continuamente debutaba en los Top 40 Hot Hits Australia y permaneció en ella durante 5 años. En la universidad, aprendió a utilizar la composición musical y las herramientas de edición, y se fue a estudiar música a nivel de primer grado en la Academia de Artes Escénicas de Australia Occidental. Después de completar su grado, trabajó en una empresa de publicación de música como un agente de canciones. Una de las canciones que ella misma coescribió fue "Hell, No!", que fue elegido como el primer sencillo de Ricki-Lee Coulter, finalista en la segunda temporada de Australian Idol. Todavía trabajando en su demo, Che'Nelle subió sus grabaciones a su perfil de MySpace y atrajo la atención de Sir Charles Dixon, que posteriormente se convirtió en su mánager después de escuchar sus sencillos. También coescribió el tema "Fierce" de Carmit Bachar.

## 2005-presente:Things Happen For a Reason
Charles Dixon envió su material a Virgin Records América y Che'Nelle voló a Los Ángeles, California a finales de 2005 para reunirse con representantes de la empresa. El presidente de Virgin Records y el barón de las empresas de música durante mucho tiempo, Jason Flom, firmaron su contrato inmediatamente. Después de dos días, había completado la transacción y se comercializó como una artista de clase mundial. Che'Nelle trabajó como asistente de promociones, antes de trasladarse a Nueva York en enero de 2006 tras la creación de un contrato blindado con plazo de seis meses con Virgin Records. También fue la realizadora y telonera del tour por Australia Occidental de Kanye West en su gira australiana en marzo de 2006.
Su álbum debut Things Happen For A Reason fue puesto en venta el 25 de septiembre de 2007 en Japón y el 29 de octubre de 2007 en Australia. En diciembre de 2007 su disco se comercializó también en Estados Unidos y Canadá, y desde 2008 se introdujo en países europeos como Francia, Alemania, Rumanía o España. 
El primer sencillo de este álbum fue "I Fell In Love With The DJ" con la colaboración del artista de reggae Cham (también conocido como DJ Baby Cham), que entró en los Billboard Top 100 en Estados Unidos y en Los 40 Principales de España y Chile y debutó en el número uno del Romanian Airplay Chart y del Australian Top 100. La canción también fue producida en Bahasa, Malasia, en otra versión con el título de "DJ Ku Puja Yang", en coreano.

## Álbumes

### Things Happen For A Reason
1. I Fell in Love with the DJ
2. Club Jumpin'
3. Teach Me How To Dance
4. Hurry Up
5. Right Back
6. Mantaker
7. When We Will Meet Again
8. Lookin'
9. Stick With Me
10. Summer Jam
11. My Pledge
12. 2nd Nature
13. I Can't Make You Love Me (Interlude)
14. I Fell In Love With The DJ (Official Remix)
15. Outro/Sprung On My Booty Call (Hidden)

- Datos: Q1068634